# Campeonato Brasiliense
El Campeonato Brasiliense, conocido también como Campeonato Metropolitano de Brasília o Campeonato Candango, es el campeonato de fútbol estatal del Distrito Federal, en el Centro-Oeste de Brasil. El torneo es organizado por la Federação de Futebol do Distrito Federal (FFDF).

## Equipos participantes 2025
| Club          | Ciudad     | Estadio         | Capacidad |
| ------------- | ---------- | --------------- | --------- |
| Brasiliense   | Taguatinga | Serejão         | 27.000    |
| Capital       | Paranoá    | JK Paranoá      | 72.788    |
| Ceilandense   | Ceilândia  | Abadião         | 4.000     |
| Ceilândia     | Ceilândia  | Abadião         | 4.000     |
| Gama          | Gama       | Defelê          | 6.875     |
| Legião        | Brasilia   | Mané Garrincha  | 72.800    |
| Paranoá       | Paranoá    | JK Paranoá      | 4.000     |
| Real Brasília | Brasilia   | Defelê          | 6.875     |
| Samambaia     | Samambaia  | Rorizão         | 6.000     |
| Sobradinho    | Sobradinho | Augustinho Lima | 10.000    |

## Campeones
| Temporada | Campeón                 | Subcampeón              |
| --------- | ----------------------- | ----------------------- |
| 1959      | Grêmio Brasiliense      | Planalto                |
| 1960      | Defelê                  | Guará Planalto          |
| 1961      | Defelê                  | Rabello                 |
| 1962      | Defelê                  | Colombo                 |
| 1963      | Cruzeiro do Sul         | Rabello                 |
| 1964      | Guanabara A Rabello P   | Dínamo Brasilia Defelê  |
| 1965      | Pederneiras A Rabello P | Guanabara Colombo       |
| 1966      | Guanabara A Rabello P   | Vila Matias AA Luziânia |
| 1967      | Rabello                 | Cruzeiro do Sul         |
| 1968      | Defelê                  | Rabello                 |
| 1969      | Coenge FC               | Grêmio Brasiliense      |
| 1970      | Grêmio Brasiliense      | Civilsan                |
| 1971      | Colombo                 | Serviço Gráfico         |
| 1972      | Serviço Gráfico         | CEUB Brasília           |
| 1973      | CEUB Brasília           | Relações Exteriores     |
| 1974      | Pioneira                | Jaguar EC               |
| 1975      | Campineira              | CSU                     |
| 1976      | Brasília                | Guará                   |
| 1977      | Brasília                | Bandeirante             |
| 1978      | Brasília                | Taguatinga              |
| 1979      | Gama                    | Brasília                |
| 1980      | Brasília                | Gama                    |
| 1981      | Taguatinga              | Guará                   |
| 1982      | Brasília                | Guará                   |
| 1983      | Brasília                | Guará                   |
| 1984      | Brasília                | Sobradinho              |
| 1985      | Sobradinho              | Taguatinga              |
| 1986      | Sobradinho              | Taguatinga              |
| 1987      | Brasília                | Taguatinga              |
| 1988      | Tiradentes              | Guará                   |
| 1989      | Taguatinga              | Sobradinho              |
| 1990      | Gama                    | Taguatinga              |
| 1991      | Taguatinga              | Guará                   |
| 1992      | Taguatinga              | Tiradentes              |
| 1993      | Taguatinga              | Gama                    |
| 1994      | Gama                    | Sobradinho              |
| 1995      | Gama                    | Brasília                |
| 1996      | Guará                   | Gama                    |
| 1997      | Gama                    | Brasília                |
| 1998      | Gama                    | Guará                   |
| 1999      | Gama                    | Dom Pedro II            |
| 2000      | Gama                    | Comercial Bandeirante   |
| 2001      | Gama                    | Brasiliense             |
| 2002      | CFZ de Brasília         | Gama                    |
| 2003      | Gama                    | Brasiliense             |
| 2004      | Brasiliense             | Gama                    |
| 2005      | Brasiliense             | Ceilândia               |
| 2006      | Brasiliense             | Gama                    |
| 2007      | Brasiliense             | Esportivo Guará         |
| 2008      | Brasiliense             | Dom Pedro II            |
| 2009      | Brasiliense             | Brasília                |
| 2010      | Ceilândia               | Brasiliense             |
| 2011      | Brasiliense             | Gama                    |
| 2012      | Ceilândia               | AA Luziânia             |
| 2013      | Brasiliense             | Brasília                |
| 2014      | AA Luziânia             | Brasília                |
| 2015      | Gama                    | Brasília                |
| 2016      | AA Luziânia             | Ceilândia               |
| 2017      | Brasiliense             | Ceilândia               |
| 2018      | Sobradinho              | Brasiliense             |
| 2019      | Gama                    | Brasiliense             |
| 2020      | Gama                    | Brasiliense             |
| 2021      | Brasiliense             | Ceilândia               |
| 2022      | Brasiliense             | Ceilândia               |
| 2023      | Real Brasília           | Brasiliense             |
| 2024      | Ceilândia               | Capital                 |
| 2025      | Gama                    | Capital                 |

## Títulos por club
| Club                         | Ciudad             | Campeón | 2° | Años campeón                                                                       |
| ---------------------------- | ------------------ | ------- | -- | ---------------------------------------------------------------------------------- |
| Gama                         | Gama               | 14      | 7  | 1979, 1990, 1994, 1995, 1997, 1998, 1999, 2000, 2001, 2003, 2015, 2019, 2020, 2025 |
| Brasiliense                  | Taguatinga         | 11      | 7  | 2004, 2005, 2006, 2007, 2008, 2009, 2011, 2013, 2017, 2021, 2022                   |
| Brasília                     | Brasilia           | 8       | 7  | 1976, 1977, 1978, 1980, 1982, 1983, 1984, 1987                                     |
| Taguatinga                   | Taguatinga         | 5       | 5  | 1981, 1989, 1991, 1992, 1993                                                       |
| Rabello                      | Brasilia           | 4       | 3  | 1964, 1965, 1966, 1967                                                             |
| Defelê                       | Brasilia           | 4       | 1  | 1960, 1961, 1962, 1968                                                             |
| Ceilândia                    | Ceilândia          | 3       | 5  | 2010, 2012, 2024                                                                   |
| Sobradinho                   | Sobradinho         | 3       | 3  | 1985, 1986, 2018                                                                   |
| AA Luziânia                  | Luziânia           | 2       | 2  | 2014, 2016                                                                         |
| Grêmio Brasiliense           | Núcleo Bandeirante | 2       | 1  | 1959, 1970                                                                         |
| Guanabara                    | Brasilia           | 2       | 1  | 1964, 1966                                                                         |
| Guará                        | Guará              | 1       | 8  | 1996                                                                               |
| Colombo                      | Núcleo Bandeirante | 1       | 2  | 1971                                                                               |
| Real Brasília (Dom Pedro II) | Núcleo Bandeirante | 1       | 2  | 2023                                                                               |
| CEUB de Brasília             | Brasilia           | 1       | 1  | 1973                                                                               |
| Cruzeiro do Sul              | Brasilia           | 1       | 1  | 1963                                                                               |
| Servicio Gráfico             | Brasilia           | 1       | 1  | 1972                                                                               |
| GE Tiradentes                | Brasilia           | 1       | 1  | 1988                                                                               |
| CFZ de Brasília              | Brasilia           | 1       | –  | 2002                                                                               |
| Campineira                   | Brasilia           | 1       | –  | 1975                                                                               |
| Coenge FC                    | Brasilia           | 1       | –  | 1969                                                                               |
| Pederneiras                  | Brasilia           | 1       | –  | 1965                                                                               |
| Pioneira                     | Taguatinga         | 1       | –  | 1974                                                                               |
| Taguatinga                   | Núcleo Bandeirante | –       | 2  | -----                                                                              |
| Planalto FC                  | Gama               | –       | 2  | -----                                                                              |
| Capital                      | Paranoá            | –       | 2  | -----                                                                              |
| Civilsan                     | Brasilia           | –       | 1  | -----                                                                              |
| CSU                          | Brasilia           | –       | 1  | -----                                                                              |
| Dínamo                       | Brasilia           | –       | 1  | -----                                                                              |
| Botafogo (Esportivo Guará)   | Guará              | –       | 1  | -----                                                                              |
| Jaguar                       | Núcleo Bandeirante | –       | 1  | -----                                                                              |
| Relações Exteriores          | Brasilia           | –       | 1  | -----                                                                              |
| Vila Matias                  | Taguatinga         | –       | 1  | -----                                                                              |